# River John (rzeka)
River John – rzeka (river) w kanadyjskiej prowincji Nowa Szkocja, w hrabstwie Pictou, płynąca w kierunku północnym i uchodząca do zatoki John Bay; nazwa urzędowo zatwierdzona 6 maja 1947.